# ظل اللون ومشيجه

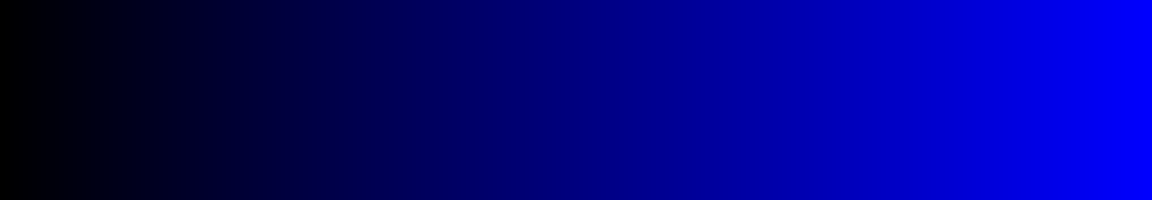
بعض ظلال اللون الأزرق

## في اللغة العربية
المَشْجُ والمَشِجُ والمشَجُ والمَشِيجُ: كل لَوْنينِ اخْتلَطا، وقيل: هو ما اختلط من حمرة وبياض، وقيل: هو كل شيئين مختلطين، والجمع أَمْشاجٌ مثل يَتيمٍ وأَيْتام.

## فينظرية اللون
المشيج (بالإنجليزية: Tint)‏ هو مزيج من اللون مع الأبيض، والذي يزيد من إضاءة اللون، بينما يشير مصطلح ظل اللون (بالإنجليزية: Shade)‏ إلى مزيج اللون مع الأسود، والذي ينقص من إضاءته. والمزج مع الألوان الحيادية، بما فيها الأبيض والأسود، ينقص صفاء اللون، بينما تبقى صبغة اللون بدون تغيير.
عند مزج الأضواء الملونة (نظام اللون الجمعي)، فإن المزيج المتوازن من الألوان الطيفية الأحمر والأخضر والأزرق (النموذج اللوني أحمر أخضر أزرق) سيكون أبيضا. وعند مزجنا للملونات، مثل مزج الخضب في الطلاء، فإن اللون الناتج عن المزج يكون دائما أدكن وأقل صفاءً. وهذا المزج سيغير اللون إلى الألوان الحيادية، كالرمادي أو قريب الأسود. تضبط الأضواء لتكون أفتح أو أبهت بتغيير فتاحيتها، أو مستوى الطاقة. ففي الطلاء، تضبط فتاحية اللون بإضافة اللون الأبيض أو الأسود إلى المزيج، أو باستخدام الألوان المكملة.
يعمد الدهانون إلى إضافة الطلاء الأسود إلى الطلاء الملون للحصول على ظل اللون (بالإنجليزية: shade)‏، أو إضافة الطلاء الأبيض إلى الطلاء الملون للحصول على مشيج اللون (بالإنجليزية: tint)‏.
ومع ذلك فإن إضافة الألوان السوداء والبيضاء ليست الطريقة المثلى للطلاء. على سبيل المثال، قد يسبب تظليل الألوان مثل الأصفر والأحمر والبرتقالي، نقلها إلى الجزء المخضر أو المزرق من الطيف. وتفتيح الألوان بإضافة اللون الأبيض إليها ينقلها إلى الأزرق عندما تمزج مع الألوان الحمراء والبرتقالية.
طريقة أخرى لتدكين الألوان هي باستخدام مكملاتها (مثل الأحمر الأرجواني المضاف إلى الأخضر المصفر) من أجل جعله حياديا بدون تغير في صبغة اللون، وتدكينه في حالة كون اللون المضاف أدكن من اللون الأصلي.
من أجل تصحيح تحول الصبغة الناتج عن إضافة التمشيج، تضاف كمية صغيرة من اللون المجاور في الدائرة اللونية لجلب صبغة لون المزيج إلى خط اللون الأصلي (مثال: إضافة كمية صغيرة من اللون البرتقالي لمزيج من الأحمر مع الأبيض سيصحح ميل هذا المزيج إلى النهاية الزرقاء من الطيف).

توسيع دولاب الألوان: كرة الألوان. الألوان القريبة من المركز أو القطبين تكون لا نُقْبية أو عديمة اللون achromatic. الألوان ذات الصبغة والإشباع نفسهما، ولكنها مختلفة في إضاءة اللون تسمى درجة اللون tones.